# Dance4life

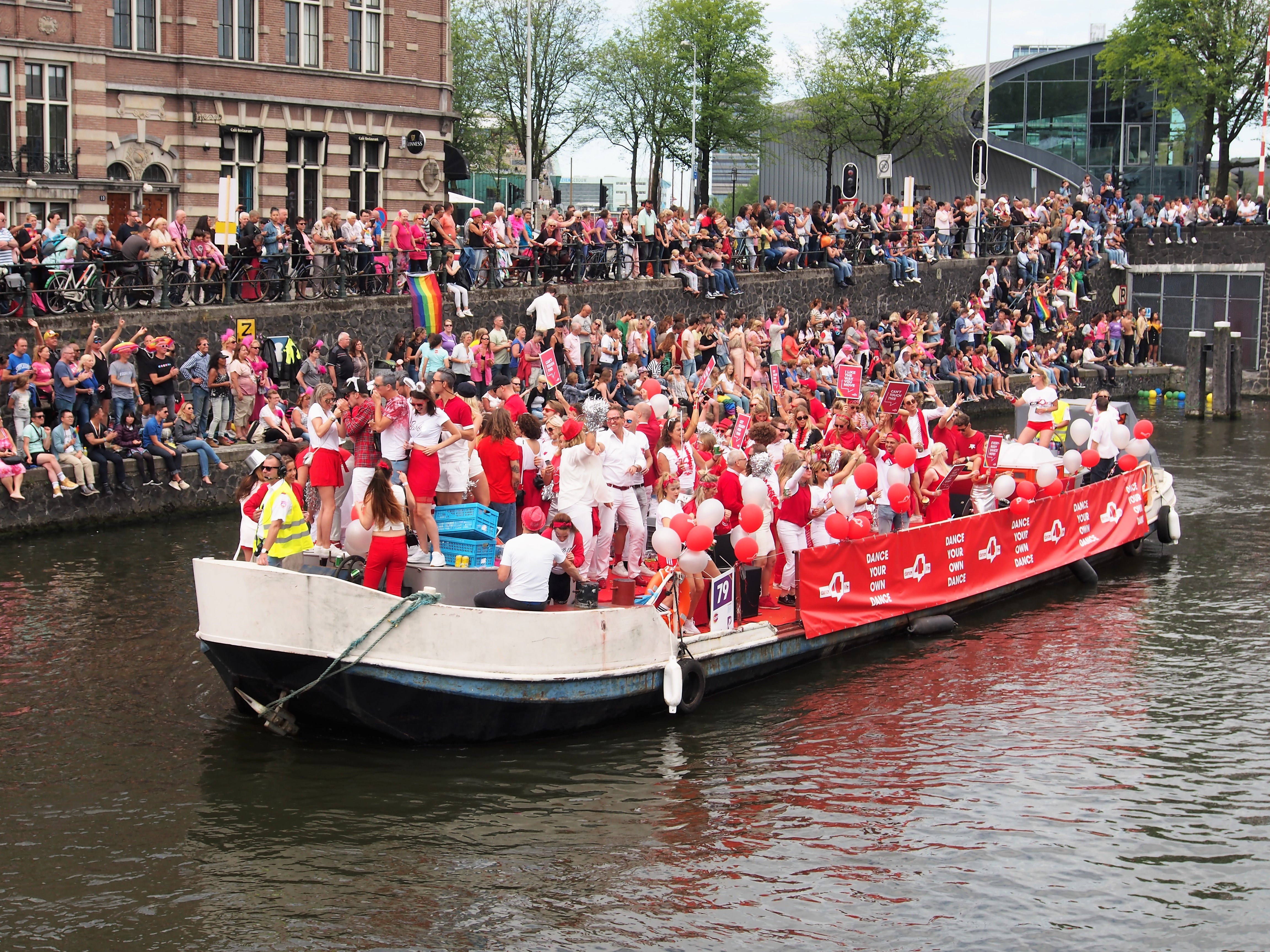
Boot der Organisation Dance4life auf der Amsterdam Gay Pride 2017

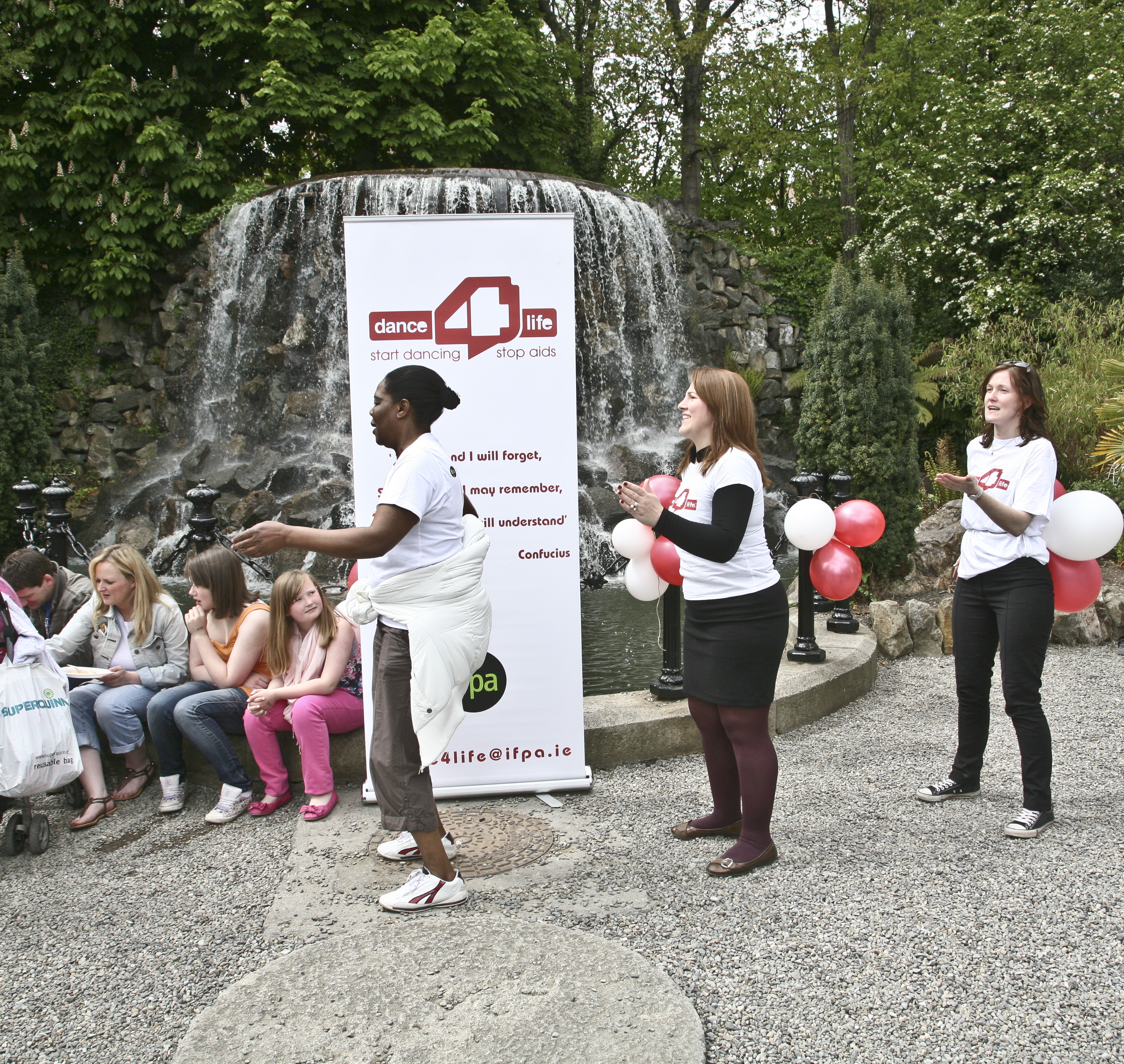
Dance4life-Aktion auf dem Africa Day 2010 in Dublin, Irland

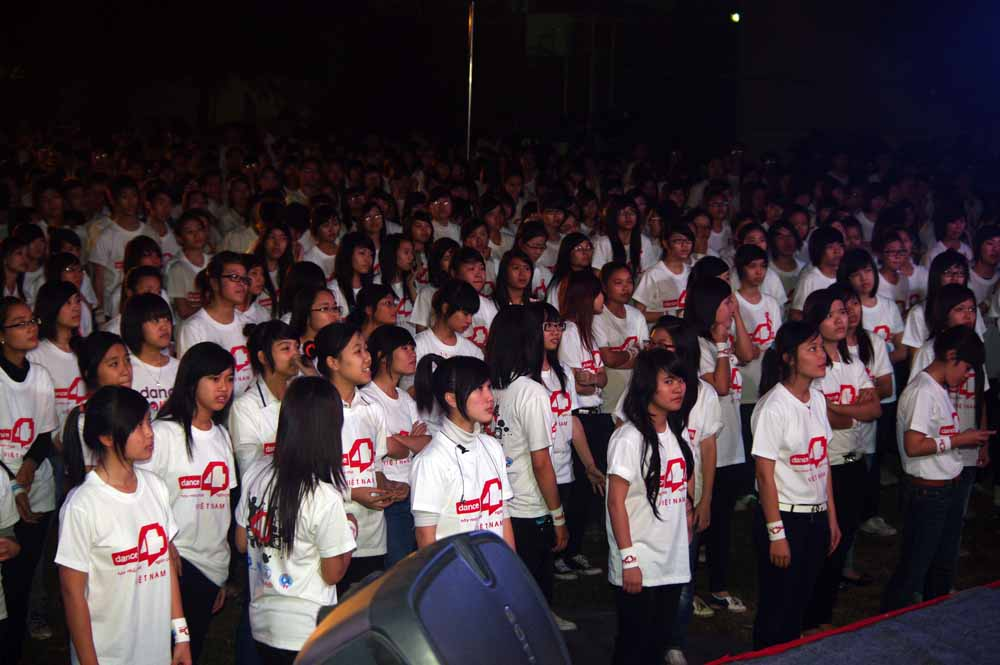
Jugendliche bei einer Dance4life-Kampagne in Hanoi, Vietnam

dance4life international ist eine weltweite Jugendbewegung gegen HIV und AIDS. Durch das Schulprogramm von dance4life erlangen Jugendliche Wissen über die Pandemie sowie Informationen über den Umgang mit und Verhalten in der Sexualität. Die Kombination aus Wissen sowie Musik, Percussion und Tanz soll die Jugendlichen motivieren, selbst aktiv zu werden. Seit 2004 haben rund 500.000 Jugendliche weltweit an dem Projekt dance4life teilgenommen.

## Geschichte international
Dance4life international wurde 2003 in den Niederlanden von Dennis Karpes und Ilco van der Linde gegründet. dance4life entwickelte sich zu einer internationalen Jugendbewegung mit Hauptsitz in Amsterdam. Weltweit arbeitet die Organisation mit anderen Nichtregierungsorganisationen zusammen, die das Konzept auf ihre landesspezifische Art umsetzen.
Derzeit wird dance4life in 25 Ländern durchgeführt, darunter unter anderem: Argentinien, Barbados, Kamerun, Kirgisistan, Irland, Kenia, Mexiko, Moldawien, Russland, Serbien, Sierra Leone, Südafrika, Spanien, Tansania, Tunesien, Nigeria, Türkei, Uganda, USA, Großbritannien, Vietnam, Sambia und Simbabwe.

## Geschichte Deutschland
Dance4life Deutschland wurde 2008, unter der Trägerschaft des Kulturzentrum Lagerhaus Bremen e.V. und zunächst auf der Basis reinen Ehrenamts, gegründet. In den Jahren 2010 bis 2011 wird die Initiative von der EU kofinanziert. 2011 kooperiert dance4life Deutschland mit dem Aktionsbündnis gegen AIDS, der Bundeszentrale für gesundheitliche Aufklärung (BZgA) sowie World Vision erstmals bundesweit. In Zusammenarbeit mit dem Kondomhersteller Durex findet in diesem Jahr die „School Challenge“ statt.

## schools4life
Das Team von dance4life Deutschland organisiert die sogenannten schools4life-Programme an deutschen Schulen. Dies sind eintägige Workshops, die Jugendliche über HIV und AIDS aufklären und durch die gemeinsamen Erfahrungen in der Gruppe verbinden sollen. Im Wechsel mit Informationsblöcken erlernen die Jugendlichen den eigens entwickelten, weltweit identischen dance4life-Tanz.

### School Challenge 2011
2011 startet dance4life an deutschen Schulen erstmals eine bundesweit angelegte Aufklärungskampagne gegen HIV und AIDS. Im Rahmen der „Heart Connection Tour“ besucht die dance4life-Crew, bestehend aus Tänzern, Musikern und Menschen, die mit HIV leben, deutschlandweit insgesamt 48 Schulen. Die Jugendlichen setzen nach dem Workshop eine eigene, aufmerksamkeitsstarke Aktion für ihre Schule im Kampf gegen HIV und AIDS um, den sogenannten „act4life“. Mit einem kurzen Video ihres Projekts können die Schüler dann an dem School-Challenge-2011-Wettbewerb, teilnehmen. Nach der Teilnahme an den Workshops können sich die Jugendlichen um ein Live-Konzert bewerben, das in Kooperation mit dem TV-Sender VIVA für die Schule des Gewinners ausrichtet.